# 843 (číslo)
Osm set čtyřicet tři je přirozené číslo, které následuje po čísle osm set čtyřicet dva a předchází číslu osm set čtyřicet čtyři. Římskými číslicemi se zapisuje DCCCXLIII a řeckými číslicemi ωμγ.

## Matematika
843 je:
- Poloprvočíslo
- Deficientní číslo
- Nešťastné číslo

## Astronomie
- (843) Nicolaia je planetka hlavního pásu, kterou objevil v roce 1916 Holger Thiele

## Roky
- 843
- 843 př. n. l.